# ハラースレー
ハラースレー(Halászlé)は、パプリカベースのスパイシーな魚のスープである。ハンガリーの国民食の1つである。明るい赤色で、大量のパプリカとコイや数種の川魚を用いて作る。パンノニア平原の特にドナウ川やティサ川地域が発祥である。
ドイツのドナウ・シュヴァーベン人やその子孫にはカープフンズッペ(Karpfensuppe)として知られ、よく食べられている料理である。クロアチアでは、スラヴォニア地域とバラニャ県で良く食べられ、ここではfiš paprikašと呼ばれる。

## 調理法
ハラースレーは、地元の人、旅行者の双方に楽しまれているスープである。新鮮なコイの頭、骨、皮、ヒレ等を赤タマネギ、ピーマン、トマト等の野菜とともに2時間ほど煮込んだブロスを濾し、提供の10分前に裏ごししたパプリカ、コイのフィレ、魚卵等を沸騰したスープに加える。
以下のような種類がある。
- Fisherman's soup a la Szeged - コイ、ナマズ、チョウザメやカワカマス、パーチを用いる。
- Fisherman's soup a la Paks - チペトケと呼ばれる自家製のシュペッツレを用いる。
- Fisherman's soup a la Baja - コイとgyufatésztaと呼ばれる自家製のシュペッツレを用いる。

伝統的に、漁師は小さなやかんを使い、土手の直火でこのスープを調理した。やかんを用いて作る場合、やかんの中で刻んだタマネギをカラメル化するまで炒め、その後、細かく挽いたパプリカを加えてやかんを水で満たす。水が沸騰したら、黒コショウ、白ワイン、酢またはトマトジュース等で味付けし、最後に大きめに切った魚を加える。頭や尾が付いた丸ごとの魚を入れることも良くある。
通常、コイ、ナマズ、カワカマス、スズキ等の複数の種類の魚を混ぜて作る。非常に辛くスパイシーなことで有名である。
土手で作る場合、スープはやかんから直接提供され、パンと一緒に食べる。
このスープ作りの競技会が人気で、川沿いのフェアでは良く行われる。
リースリング等の白ワインがハラースレーとともに提供される。ソーダ水で割ることでスプリッツァというカクテルとなり、ハンガリー人からはフルッチと呼ばれる。
ハンガリーでは、ハラースレーはクリスマスイブのディナーの伝統料理である。